# إيدي ريدماين
إيدي ريدماين (بالإنجليزية: Eddie Redmayne) (مواليد 6 يناير 1982 في لندن، إنجلترا)، هو ممثل إنجليزي بدأ مسيرته الفنية سنة 1998. بدأ حياته الفنية بالتمثيل بالمسرح وبعض المسلسلات التلفزيونية في أوائل عقد الـ2000، وكان أول ظهور رئيسي له في فيلم مثل العقول سنة 2006 , بدأ إيدي مسيرته الاحترافية في التمثيل كشاب في مسارح وست اند، قبل أن يبدأ ظهوره لأول مرة في عام 1998 مع ظهوره على شاشة التلفزيون. كان أول أدواره السينمائية في عام 2006 مع فيلم عقول متشابهة وفيلم الراعي الصالح ، ثم لعب أدوارًا داعمة في العديد من الأفلام.
على خشبة المسرح، تألق ريدماين في مسرحية الأحمر 2009-2010 فاز فيها بجائزة توني لأفضل ممثل في مسرحية وكما قدم لاحقا مسرحية ريتشارد الثاني من عام 2011 إلى عام 2012 , اكتسب شهرة أكثر بظهوره سينمائي مع أدوار كولين كلارك في الدراما السيرة الذاتية أسبوعي مع مارلين (2011) وشخصية ماريوس بونتمرسي في فيلم درامي موسيقي البؤساء (2012) من إخراج توم هوبر .
قام ريدمان بتمثيل دور العالم الفيزيائي ستيفن هوكينغ في فيلم نظرية كل شيء سنة 2014، وحصل لتمثيله هذا الدور على جائزة الأوسكار لأفضل ممثل وجائزة البافتا لأفضل ممثل في دور رئيسي، وجائزة غولدن غلوب لأفضل ممثل - فيلم دراما، كما حصل على رتبة الإمبراطورية البريطانية (OBE).

## حياته
ولد ريدماين في 6 يناير 1982 في وستمنستر في لندن. أمه باتريسيا تعمل في أعمال التوطين والإقامة، ووالده ريتشارد ريدمان رجل أعمال. وكان والد جده من والده مهندس مدني وتعدين مشهور وهو السير ريتشارد ريدماين. إيدي لديه أربع أشقاء، 3 ذكور، وأخت واحدة، وهو الوحيد في العائلة يمتهن التمثيل. لدى ريدماين أصول إنجليزية وايرلندية وويلزية وسكتلندية.
التحق بمدرسة كوليت كورت، ثم كلية إيتون، في نفس السنة التي التحق فيها الأمير ويليام في الكلية. ثم ذهب لدراسة تاريخ الفن في كلية الثالوث حيث تخرج بدرجة الشرف الأولى سنة 2003.